# 503 Evelyn
Evelyn (asteroide 503) é um asteroide da cintura principal com um diâmetro de 81,68 quilómetros, a 2,2481065 UA. Possui uma excentricidade de 0,1746977 e um período orbital de 1 642,08 dias (4,5 anos).
Evelyn tem uma velocidade orbital média de 18,04641025 km/s e uma inclinação de 5,02628º.
Esse asteroide foi descoberto em 19 de Janeiro de 1903 por Raymond Dugan.